# Vladimir Golubović
Vladimir Golubović (in serbo Влaдимир Голубовић?; Novi Sad, 24 febbraio 1986) è un cestista montenegrino con cittadinanza serba.

## Palmarès

### Club
- Campionato spagnolo: 1

Saski Baskonia: 2009-10
- Coppa di Slovenia: 2

Union Olimpija: 2009, 2010
- Match des Champions: 1

Strasburgo: 2015

### Individuale
- All-Eurocup First Team: 1
TED Kolejliler: 2013-14